# Lillois
Lillois is een plaats in de Belgische provincie Waals-Brabant. Samen met Witterzée vormt het Lillois-Witterzée, een deelgemeente van Eigenbrakel. Lillois vormt het noordoostelijke deel van Lillois-Witterzée, Witterzée het zuidwestelijke.

## Geschiedenis
Op de Ferrariskaart uit de jaren 1770 staat het dorp weergegeven als Lillois, met een halve kilometer ten zuidwesten het dorp Witterzé. Ten oosten van beide dorpen liep de steenweg van Brussel naar Nijvel. Op het eind van het ancien régime werd Lillois een gemeente. In 1823 werd de gemeente al opgeheven en met de opgeheven gemeente Witterzée samengevoegd in de nieuw opgerichte gemeente Lillois-Witterzée. De gemeente werd in 1977 een deelgemeente van Eigenbrakel.

## Bezienswaardigheden
- De Sint-Gertrudiskerk (Église Sainte-Gertrude) is een kerkgebouw van 1772 met een neogotisch koor en transept van 1902-1904.
- De Moulin de Lillois is een stenen windmolenrestant van 1859.

## Natuur en landschap
In Lillois ontspringt de Hain. De hoogte aan de kerk bedraagt 126 meter.

## Nabijgelegen kernen
Witterzée, Ophain, Oud-Genepiën
Deelgemeenten: Eigenbrakel · Lillois-Witterzée · Ophain-Bois-Seigneur-Isaac

Overige dorpen en gehuchten: Belles-Pierres · Bois-Seigneur-Isaac · Hougoumont · Les Culots · L'Ermite · L'Estrée · Lillois · Mont-Saint-Pont · Odeghien · Ophain · Paudure · Sart-Moulin · Sept Fontaines · Witterzée

Belgische gemeenten · Arrondissement Nijvel · Waals-Brabant · Wallonië